# Front Drive Motor Company (Missouri)
Front Drive Motor Company, vorher Gregory-Craun Motor Company, war ein US-amerikanischer Hersteller von Automobilen.

## Unternehmensgeschichte
Ben F. Gregory (1890–1974) war ein Anhänger des Frontantriebs. 1920 gründete er zusammen mit William H. Craun die Gregory-Craun Motor Company in Kansas City in Missouri. Dort stellte er 1920 einen Prototyp her. Einige Rennwagen folgten. 1921 präsentierte er ein Fahrzeug auf der Kansas City Automobile Show.
Anfang 1922 erfolgte die Umbenennung in Front Drive Motor Company. In Zusammenarbeit mit der O. E. Szekely Company wurden nun Fahrzeuge gefertigt. Der Markenname lautete Gregory. Noch 1922 endete die Produktion. Insgesamt entstanden zwischen 10 und 30 Fahrzeuge.
Es bestand keine Verbindung zur namensgleichen Front Drive Motor Company aus New Jersey.

## Fahrzeuge
Besonderheit der Fahrzeuge war der Frontantrieb. Der Prototyp von 1920 basierte auf einem Fahrgestell von Scripps-Booth.
Einer der Rennwagen hatte einen Flugmotor von der Curtiss Aeroplane and Motor Company, den Curtiss OX-5. Ein anderer erhielt einen V8-Motor von Hispano-Suiza.
Die Serienfahrzeuge hatten einen Vierzylindermotor mit 22 PS Leistung. Das Fahrgestell hatte 279 cm Radstand. Einziger Aufbau war ein offener Roadster mit zwei Sitzen. Der Neupreis betrug 1550 US-Dollar.